# Woźniki (powiat płocki)
Woźniki – wieś sołecka w Polsce położona w województwie mazowieckim, w powiecie płockim, w gminie Radzanowo.
| SIMC    | Nazwa             | Rodzaj    |
| ------- | ----------------- | --------- |
| 0573983 | Brzeziny          | część wsi |
| 0573990 | Budy              | część wsi |
| 0574008 | Woźniki-Dąbiny    | część wsi |
| 0574014 | Woźniki Kościelne | część wsi |

Prywatna wieś szlachecka, położona była w drugiej połowie XVI wieku w powiecie płockim województwa płockiego. W latach 1975–1998 miejscowość należała administracyjnie do województwa płockiego.
We wsi znajduje się parafia pw. św. Michała Archanioła.